# 坂井泉水
坂井 泉水（さかい いずみ、1967年〈昭和42年〉2月6日 - 2007年〈平成19年〉5月27日）は、日本の女性シンガーソングライター、歌手、作詞家。音楽ユニットZARDのボーカリスト。本名、蒲池 幸子（かまち さちこ）。
SENSUI最終所属。レコード会社はビーイング、レーベルはB-Gram RECORDS。

## 人物
20代前半まではモデルやレースクイーンとして活動していたが、歌手になるという強い希望を持ち続け、1991年2月、自身によるソロプロジェクト「ZARD」のボーカルとして歌手デビューを果たす。一部の楽曲（→坂井泉水#作曲作品を参照）を除き作曲は専門家が担当したが、ほとんどの楽曲（詳細はZARD#作詞・作曲・編曲のクレジットを参照）の作詞は坂井自身が手掛け、サウンドプロデューサーとして編曲に全面的に参加するという活動スタイルで、多くのヒット曲を生み出した。
かつてビーインググループでは、女性アーティストのメディア露出を極力抑えるメディア・コントロール戦略がよく取られていたこと、また坂井が極度のあがり症だったことにより、特に6thシングル「負けないで」で大ブレイクしたあとは、ほとんどマスメディアに登場せず、また、ライブもほとんど行われなかった。

## 経歴

### デビュー以前
1967年（昭和42年）に神奈川県平塚市に生まれ、同市および同県秦野市（小学校4年より）で育つ。秦野市立西小学校、秦野市立西中学校、神奈川県立伊志田高等学校卒業。中学時代は陸上部で活動をするかたわら、ギタークラブでも活動していた。高校時代は硬式テニス部に所属。夏に部活を卒業した後は、学生バンドのボーカルを担当しようとしたが、どのバンドにも空きがなく実現しなかった。松蔭女子短期大学（現松蔭大学）を卒業後、不動産会社・第一不動産の総務部にて約2年間OLとして勤務した。

### モデル時代
- スターダストプロモーションに所属し、本名「蒲池幸子（かまち さちこ）」の名義でモデル活動を行う。モデル時代の公式プロフィールは1969年生まれとなっていた。
- 1989年（昭和64年/平成元年）
  - 1月2日、テレビドラマ「春燈」（ANB系の新春3時間スペシャルドラマ、原作・宮尾登美子）に、東北地方から売られてきた少女役で初出演。
  - 1990年にかけ、山下直美とともに「東映カラオケクイーン」となる。カラオケビデオ（Winkの「One Night In Heaven 〜真夜中のエンジェル〜」、中森明菜の「CARIBBEAN」、永井真理子の「23才」、薬師丸ひろ子の「手をつないでいて」、やしきたかじんの「未練〜STILL〜」）に出演。カラオケ機器の販売促進用のパンフレットにも写真が掲載される。東映カラオケのPR活動などで地方のカラオケ店を巡業する。この企画はZARDでの歌手デビュー後の1991年3月まで続いた。
  - 6月7日、クイズ番組「クイズ!年の差なんて」（フジテレビ系）の「見返り美人」のコーナーで、「カラオケクイーンに選ばれたのは誰」という設問として取り上げられる。
  - バラエティ番組「とんねるずのみなさんのおかげです」（フジテレビ系）の「仮面ノリダー」にて、マリナ（渡辺満里奈）の知人役で出演（第40話（8月3日）「恐怖シャワー男」と第49話（10月19日）「恐怖ゴルフ男」）。
  - 日本エアシステムのフルロードキャンペーンのキャンペーンガールを務めた。
  - 1990年にかけて、日本エアシステム系のJAS CARGOのキャンペーンガールを務めた。
- 1990年（平成2年）
  - 日清カップヌードルレーシングチーム（2輪）のレースクイーン。岡本夏生は同期。
  - 2月17日 TBS系ドラマのドラマチック22「渋谷・青春坂・ラブホテル」で端役で出演。
  - 6月、ビデオ『Body Works』（大陸書房、トップモデルシリーズ）発売。
  - 6月21日、ビデオ『SEXY SHOOTING』（サザンクロスビデオアーツ）発売（森村咲、大林美可と共演）。
  - 7月24日、セミヌード写真集『NOCTURNE』（撮影：清水清太郎、白泉社）出版。
  - 冬にフジテレビ系番組「オールナイトフジ」のグラビア美少女のコーナーに出演。
  - その他、雑誌グラビアなどに多数掲載される。

### 歌手として
- 1990年8月にスターダストプロモーションの代表取締役であった細野義朗にビーイング社長である長戸大幸を紹介され、B.B.クィーンズの音楽コーラス隊（B.B.クィーンズシスターズ、のちのMi-Ke）のオーディションを受ける。オーディションでは落選しその後キングレコードから演歌歌手とのデュエットでCDデビューが予定されていたが、オーディションから数ヶ月後、長戸に才能を認められ、以後「坂井泉水」として音楽ユニット「ZARD」結成の準備に入る。
- 1991年（平成3年）
  - 2月10日、シングル「Good-bye My Loneliness」でデビュー。以降、音楽活動を続け「負けないで」「揺れる想い」「マイ フレンド」など9作でミリオンヒットを記録。90年代アーティスト・トータル・セールス：女性ボーカル・アーティスト1位（オリコン調べ）に輝いた。
- 1997年の長者番付歌手部門で8位、1999年の長者番付歌手部門で5位となる。

### 闘病生活
- 2000年以降、子宮筋腫、卵巣のう腫、子宮内膜症と次々に病気を患い、通院の日々が続いた。2000年に自曲「Get U're Dream」がNHKのシドニーオリンピック放送時のテーマ曲になった縁から2000年のNHK紅白歌合戦の出演に前向きだったと報じられたが、その後「体調がすぐれないため」として出場を辞退した。
- 2006年4月、仕事中に体調が悪化したため、病院で検査を受けたところ子宮頸がんが発見される。6月1日に慶應義塾大学病院で病巣の摘出手術を受け、7月に退院。
- 2007年4月、肺への転移が見つかり再入院。入院中は抗がん剤による治療を受け、治療後のアルバム製作とコンサートツアーに向けて作詞を行うなど、再始動を目指していた。

### 死去とその後
- 2007年（平成19年）
  - 慶大病院の非常用スロープの手すりから転落し、駐車場で仰向けに倒れているところを通行人に発見される[11]。集中治療室で緊急処置を受けたが、後頭部強打による脳挫傷のため[12]、5月27日午後3時10分に死去した[10]。40歳没。
  - 5月28日、所属事務所は坂井泉水が亡くなったことを発表し、「坂井泉水が数々のヒット曲とともに、いつまでも皆様の心の中に生き続けることを願ってやまない」とのコメントを出す。
  - 5月30日、バンド編成時代のZARDにギタリストとして在籍していた町田文人がフジテレビ系「情報プレゼンター とくダネ!」に元メンバーとして出演する。
  - ZARDのヒット曲の多くを作曲した織田哲郎、詞の提供を受けた森進一、同じビーイングに所属していた大黒摩季[注 2]らが坂井の死を悼むコメントを出す。
  - 5月30日、東京都町田市の斎場で、近親者のみによる密葬で葬儀・告別式が営まれる。戒名は、当初は「澄響幸輝信女（ちょうきょうこうきしんにょ）」であったが、のちに「麗唱院澄響幸輝大姉」（れいしょういんちょうきょうこうきだいし）に位上げされている。
  - 東京と大阪に設置した献花台には合計約1万人が献花や記帳に訪れ、前年10月発売のベストアルバム「Golden Best 〜15th Anniversary〜」がオリコン史上初の300位圏外から3位に急上昇[13]し、翌週からは2位に浮上する（詳細はGolden Best 〜15th Anniversary〜#オリコン参照）。
  - 韓国、台湾など、国外のメディアでも一斉に報道される[14][15]。
  - 6月26日、東京・青山葬儀所で「ZARD/坂井泉水さんを偲ぶ会」が関係者向けの音楽葬として催され、大黒摩季や織田哲郎、池森秀一、森友嵐士、浅岡雄也、TUBEらが列席する[16]。B'zの松本孝弘・稲葉浩志、倉木麻衣、読売巨人軍終身名誉監督の長嶋茂雄[注 3]も追悼コメントを寄せる[17]。
  - 6月27日、一般者向けの音楽葬が開かれ、4万100人が来場した。この弔問者数はhide（約5万人）・美空ひばり（約4万2,000人）・忌野清志郎（約4万3000人）に続き戦後日本では4番目の人数である。また吉田茂（4万人）・尾崎豊（3万7,000人）らにも匹敵する[18]。
  - 9月、東京と大阪で追悼ライブが開催されるも応募者が殺到し、急遽座席数を拡張する事態となる（拡張は館外観覧分の自由席で指定席は発売日に即完売）。
  - 11月29日、TBS系「第49回日本レコード大賞」の特別功労賞に選ばれる。
  - 12月31日、NHK「第58回NHK紅白歌合戦」の「企画 ZARDメモリアル」コーナーでは、NHK大阪ホールで開催のZARDフィルムコンサートが生中継され、「揺れる想い」「グロリアス マインド」「負けないで」の三曲が流れる。映像は坂井泉水が生前にプロモーションビデオとして撮影したものである。

### 逸話
- 坂井が入院中の病院には5月28日に自殺を図った松岡利勝が搬送されたため、病院に運び込まれる様子が集まっていたマスコミにより報道されることとなった。
- 生前、プライベートがほとんどベールに包まれていたが、大黒摩季はデビューする前から公私ともに親しくしており、分刻みの多忙なスケジュールのなか「ねぇ摩季ちゃん行きたい店があるんだけど」と悪い目をして誘っていたという。そしてプロデューサーに怒鳴られるのはいつも大黒摩季であった[19]。
- 「負けないで」や「揺れる想い」が売れても電車移動であった。レコーディングは夕方にスタートすることがほとんどだった[20]。
- シュークリームが苦手であった[21]。
- 極度のあがり症であった。初めてのテレビ出演が終わり、あいさつ回りに行ったあと、腰が抜けてしまったようになり、メンバーが抱えて楽屋まで連れていった[注 1]。
- 生前滅多にメディア出演しなかった坂井だったが、同じスターダストプロモーションの先輩であった加藤美樹とは、歌手デビュー前のモデル時代から親交があった。その関係で、加藤がDJを担当する番組(FM802(現在はFM COCOLOに放送局が移行)『SUPER J-HITS RADIO』など)には複数回コメント出演している[22]。加藤は坂井について「本当に真面目で、優しくて、素敵な女性でした。大好きです。」と評している[23]。

### 墓所
墓所の所在地は公表されてはいないが、徹底的に秘匿されているわけではなく、故人への敬意を欠いた行動、墓石やその周辺の汚損、私有地への立ち入り、親族や他の参拝者および墓地管理者の迷惑となる行為をしないなどの一般的なマナーを守ったうえでの参拝は可能である。

## 作曲作品
以下は坂井の作曲作品である。すべてZARDの曲として坂井本人が歌っている。
- 「素直に言えなくて」（2ndシングル「不思議ね…」カップリング曲、2ndアルバム「もう探さない」収録曲、45thシングル）
- 「いつかは・・」（2ndアルバム「もう探さない」収録曲）
- 「眠り」（16thシングル「サヨナラは今もこの胸に居ます」カップリング曲、7thアルバム「TODAY IS ANOTHER DAY」収録曲）
- 「君へのブルース」（42ndシングル「ハートに火をつけて」カップリング曲）

## ZARD以外の音楽活動
ZARDとして活躍する一方、同じビーイング系のアーティストのバックコーラスに参加したり、作詞家として多くのアーティストに詞を提供したりしている。活動範囲はJ-POPに限らず、テレサ・テンや森進一などの大物歌手へ作詞を提供するなど、ジャンルの違う歌手との異色のコラボレーションも行った。
ZARDの楽曲のほとんどは自身による作詞であるが、すべてのZARDの楽曲の作詞を担当しているわけではなく、「君がいない」は栗林誠一郎の詞に手を加えたもので、アルバム「Good-bye My Loneliness」に収録された中の2曲は、川島だりあの作詞である（この2曲は作詞に一切関わっていない）（→詳細はZARD#作詞・作曲・編曲のクレジット参照）。

### 作詞作品
| 歌手名                                  | 曲名                                   | 収録（初出のみ）                                   | 年   | 作詞             | 作曲              | 編曲                    | 備考                                 | セルフカバー（ZARD名義）                             |
| --------------------------------------- | -------------------------------------- | -------------------------------------------------- | ---- | ---------------- | ----------------- | ----------------------- | ------------------------------------ | ---------------------------------------------------- |
| テレサ・テン                            | あなたと共に生きてゆく                 | シングル『あなたと共に生きてゆく』                 | 1993 | 坂井泉水         | 織田哲郎          | 葉山たけし              |                                      | アルバム『君とのDistance』                           |
| ZYYG, REV, ZARD,WANDS featuring長嶋茂雄 | 果てしない夢を                         | シングル『果てしない夢を』                         | 1993 | 上杉昇・坂井泉水 | 出口雅之          | 明石昌夫                |                                      |                                                      |
| ZYYG, REV, ZARD,WANDS featuring長嶋茂雄 | 雨に濡れて                             | シングル『果てしない夢を』                         | 1993 | 上杉昇・坂井泉水 | 栗林誠一郎        | 明石昌夫                | 長嶋茂雄は不参加。                   | アルバム『OH MY LOVE』                               |
| DEEN                                    | 翼を広げて                             | シングル『翼を広げて』                             | 1993 | 坂井泉水         | 織田哲郎          | 葉山たけし              |                                      | シングル『翼を広げて/愛は暗闇の中で』                |
| DEEN                                    | 瞳そらさないで                         | シングル『瞳そらさないで』                         | 1994 | 坂井泉水         | 織田哲郎          | 葉山たけし              | アルバム『forever you』              |                                                      |
| DEEN                                    | Teenage dream                          | シングル『Teenage dream』                          | 1995 | 坂井泉水         | 栗林誠一郎        | 葉山たけし              | シングル『愛が見えない』             |                                                      |
| FIELD OF VIEW                           | 君がいたから                           | シングル『君がいたから』                           | 1995 | 坂井泉水         | 織田哲郎          | 葉山たけし              |                                      | アルバム『TODAY IS ANOTHER DAY』                     |
| FIELD OF VIEW                           | 突然                                   | シングル『突然』                                   | 1995 | 坂井泉水         | 織田哲郎          | 葉山たけし              |                                      | アルバム『TODAY IS ANOTHER DAY』                     |
| FIELD OF VIEW                           | Last Good-bye                          | シングル『Last Good-bye』                          | 1995 | 坂井泉水         | 多々納好夫        | 葉山たけし              | アルバム『君とのDistance』           |                                                      |
| FIELD OF VIEW                           | DAN DAN 心魅かれてく                   | シングル『DAN DAN 心魅かれてく』                   | 1996 | 坂井泉水         | 織田哲郎          | 葉山たけし              | アルバム『TODAY IS ANOTHER DAY』     |                                                      |
| Barbier                                 | クリスマス タイム                      | シングル『クリスマス タイム』                      | 1995 | 坂井泉水         | 栗林誠一郎        | 梅野貴典, Robbie Kondor |                                      | ベストアルバム『ZARD BLEND II〜LEAF & SNOW〜』       |
| Barbier                                 | LOVE〜眠れずに君の横顔ずっと見ていた〜 | シングル『LOVE〜眠れずに君の横顔ずっと見ていた〜』 | 1996 | 坂井泉水         | 栗林誠一郎        | 葉山たけし              | アルバム『TODAY IS ANOTHER DAY』     |                                                      |
| WANDS                                   | Brand New Love                         | シングル『Brand New Love』                         | 1998 | 坂井泉水         | 綿貫正顕          | WANDS                   |                                      | アルバム『永遠』                                     |
| WANDS                                   | 明日もし君が壊れても                   | シングル『明日もし君が壊れても』                   | 1998 | 坂井泉水         | 大野愛果          | WANDS                   | アルバム『時間の翼』                 |                                                      |
| 森進一                                  | さらば青春の影よ                       | シングル『さらば青春の影よ』                       | 2004 | 坂井泉水         | 大野愛果          | 徳永暁人                |                                      | CD-BOX『ZARD ALBUM COLLECTION 〜20th ANNIVERSARY〜』 |
| 森進一                                  | 蜃気楼                                 | シングル『さらば青春の影よ』                       | 2004 | 坂井泉水         | 大野愛果          | 葉山たけし              |                                      |                                                      |
| SARD UNDERGROUND                        | 少しづつ 少しづつ                      | シングル『少しづつ 少しづつ』                      | 2020 | 坂井泉水         | 大野愛果          | 鶴澤夢人、長戸大幸      | 作詞ではなく残されたメモからの引用。 |                                                      |
| SARD UNDERGROUND                        | これからの君に乾杯                     | シングル『これからの君に乾杯』                     | 2020 | 坂井泉水         | 川島だりあ, Chris | 鶴澤夢人、長戸大幸      | 作詞ではなく残されたメモからの引用。 |                                                      |

### レコーディング参加
| 歌手名        | 曲名                                   | 収録（初出のみ）                                   | 年   | 担当           |
| ------------- | -------------------------------------- | -------------------------------------------------- | ---- | -------------- |
| DEEN          | 翼を広げて                             | シングル『翼を広げて』                             | 1993 | コーラス       |
| FIELD OF VIEW | 君がいたから                           | シングル『君がいたから』                           | 1995 | コーラス       |
| Barbier       | クリスマス タイム                      | シングル『クリスマス タイム』                      | 1995 | ゲストボーカル |
| Barbier       | あなたに帰りたい                       | シングル『クリスマス タイム』                      | 1995 | ゲストボーカル |
| Barbier       | LOVE〜眠れずに君の横顔ずっと見ていた〜 | シングル『LOVE〜眠れずに君の横顔ずっと見ていた〜』 | 1996 | ゲストボーカル |
| Barbier       | I still remember                       | シングル『LOVE〜眠れずに君の横顔ずっと見ていた〜』 | 1996 | ゲストボーカル |
| WANDS         | Brand New Love                         | シングル『Brand New Love』                         | 1998 | ボイス         |

## イメージビデオ
- Body Works (1990年)
- Sexy Shooting

## 写真集
- 『蒲池幸子写真集 : nocturne』 清水清太郎撮影、白泉社、1990年7月、ISBN 4-592-73082-8[25]